# SPI International
SPI International BV este o companie media internațională privată cu sediul în Țările de Jos.  Operează 35 de canale de televiziune pe cinci continente, cu 45 de milioane de abonați. 
SPI deține în România canalele: FilmBox, FilmBox Extra HD, FilmBox Family, FilmBox Stars, FilmBox Premium, FightBox⁠(d), Fast&FunBox și DocuBox.

## Divizii
- Filmbox International - canale de filme din Marea Britanie. [2]
- Mediabox Broadcasting International - canale de televiziune tematice precum FightBox HD și FashionBox HD, cu sediul tot în Marea Britanie.
- Kino Polska TV - canal de film polonez și companie de producție care deține și Cyfrowe Repozytorium Filmowe (CRF, o companie de remasterizare digitală) și 41,04% din Stopklatka TV, un alt canal de film. [2]
- Cable Networks Television & Partners este o societate în comun cu operatori de cablu polonezi pentru a produce Zoom TV, un canal de stil de viață. [2]

## Istorie
În 2019, SPI a cumpărat Film1 de la Sony Pictures Television .  Film1 operează canale de filme în Țările de Jos, inclusiv Film1 Action, Film1 Drama, Film1 Family și Film1 Premiere .
În septembrie 2021,canalul francez de televiziune Canal+ a achiziționat un pachet de 70% din acțiunile companiei.